# Прити Зинта
Прити Зинта (хинд. प्रीति ज़िंटा; 31. јануар 1975) — индијска филмска глумица која се прославила улогама у Боливуду.
Након што је дипломирала форензичку психологију, Зинта је направила глумачки деби године 1998. у филму Од срца.., а након које је исте годие следио Ратник. За те је наступе добила Филмферову награду за најбољи женски деби. Глумила је у филму Сутра можда неће доћи 2003. године и за то је добила Филмферову награду за најбољу главну глумицу. Касније је запажена због улога савремених независних индијских жена у Salaam Namaste (2005) и Kabhi Alvida Naa Kehna (2006), који су имали највеће зараде на страним тржиштима. Због тога је добила репутацију водеће глумице у хинди кинематографији.